# Zanobatus
Genre
Zanobutus est un genre de raies.

## Liste des espèces
Selon Catalogue of Life (6 aout 2025) :
- Zanobatus maculatus Séret, 2016
- Zanobatus schoenleinii (Müller & Henle, 1841) - Raie ronde